# Sphaeralcea
Genre
Sphaeralcea est un genre végétal de la famille des Malvaceae. 

## Liste des espèces
Selon ITIS :
- Sphaeralcea ambigua Gray
- Sphaeralcea angustifolia (Cav.) G. Don
- Sphaeralcea caespitosa M.E. Jones
- Sphaeralcea coccinea (Nutt.) Rydb.
- Sphaeralcea coulteri (S. Wats.) Gray
- Sphaeralcea digitata (Greene) Rydb.
- Sphaeralcea emoryi Torr. ex Gray
- Sphaeralcea fendleri Gray
- Sphaeralcea grossulariifolia (Hook. & Arn.) Rydb.
- Sphaeralcea hastulata Gray
- Sphaeralcea hastuta Gray
- Sphaeralcea incana Torr. ex Gray
- Sphaeralcea janeae (Welsh) Welsh
- Sphaeralcea laxa Woot. & Standl.
- Sphaeralcea leptophylla (Gray) Rydb.
- Sphaeralcea lindheimeri Gray
- Sphaeralcea munroana (Dougl. ex Lindl.) Spach ex Gray
- Sphaeralcea orcuttii Rose
- Sphaeralcea parvifolia A. Nels.
- Sphaeralcea pedatifida (Gray) Gray
- Sphaeralcea polychroma La Duke
- Sphaeralcea procera C.L. Porter
- Sphaeralcea psoraloides Welsh
- Sphaeralcea rusbyi Gray
- Sphaeralcea wrightii Gray